# Como Ama una Mujer (serial telewizyjny)
Como Ama una Mujer - jest to pierwszy hiszpańskojęzyczny serial TV wyprodukowany przez Jennifer Lopez. Został wydany na DVD 18 grudnia 2007 roku w dwupaku. Na płytach znajduje się 5 odcinków.

## Pomysł
Lopez została zainspirowana tekstami swojej pierwszej hiszpańskojęzycznej płyty Como Ama una Mujer i postanowiła stworzyć miniserię o tym samym tytule.

## Osoby
- Sofia (Leonor Varela) - główna bohaterka, piosenkarka i aktorka.
- Diego (Raul Mendez) - człowiek z przeszłości Sofii, mający plany co do jej przyszłości.
- Andres (Cristián de la Fuente) - chłopak Sofii, gwiazda piłki nożnej.
- Laura (Gabriela de la Garza) - znana projektantka mody oraz zazdrosna o Sofię dziewczyna Diega.
- Barbara (Rebecca Jones) - publicystka Andresa.
- Adriana (Rocío Verdejo) - asystentka Sofii i jej "przyjaciółka".
- Paco (Martin Altomaro) - kolega Diega.
- Fernando (Josefo Rodríguez) - menadżer Sofii, który zna ją lepiej niż ona sama.
- Nicolas (Karoll Marquez) - brat Sofii.
- Felipe (Luis Fernando Padilla) - przyjaciel Andresa i jego kolega z drużyny.